# Центральний сіоністський архів
Центральний сіоністський архів (івр. הארכיון הציוני המרכזי, англ. Central Zionist Archives) — основана установа зі збирання, зберігання й забезпечення доступу до матеріалів, пов’язаних з історією сіоністського руху.
Центральний сіоністський архів (ЦСА) є однією з установ Всесвітньої сіоністської організації (ВСО). Діяльність ЦСА контролює керівний комітет, до якого входять представники ВСО, Єврейського агентства, Єврейського національного фонду і фонду Керен га-Єсод.

## Історія ЦСА
ЦСА створено у травні-червні 1919 року в Берліні. Ініціатором його створення був один з лідерів сіоністського руху в Німеччині доктор Артур Гантке, на прохання якого історик Георг Херліц розпочав працю над створенням архіву.
У 1920-1933 роках архів займався збиранням документів, фотографій, книжок і періодики, пов’язаних із ранньою історією сіоністського руху.
Після приходу до влади нацистів 1933 року Георг Херліц перевіз архів до Єрусалима і здійснив алію разом зі своїм помічником. У Єрусалимі архів було розташовано в будівлі "Сохнуту" (зберігався там до 1987 року).
1937 року до ЦСА з Відня перевезли особистий архів Теодора Герцля.
Після проголошення 1948 року Держави Ізраїль до ЦСА було передано частину документів Єврейського національного комітету й окремих відділів Єврейського агентства. 
З середини 1950-х років архів здійснює роботу з пошуку матеріалів з історії сіонізму, що збереглися в Європі після Голокосту.
У зв’язку зі значним зростанням обсягів документів, що зберігаються в ЦСА, керівництво ВСО вирішило побудувати для нього окрему будівлю. Будівництво було розпочато 1985 (архітектор — Моше Зархі). 1987 нову будівлю було відкрито. У ньому розташовано читальну й лекційну залу, кабінети співробітників та чотири підземні поверхи сховищ.
У 1990-х роках розпочато зацифрування документів (станом на наш час просканувано мільйони документів і візуальних матеріалів).
2004 року створено вебсайт ЦСА, на якому викладено каталоги й окремі документи архіву.
2005 року до ЦСА передано архів Організації в’язнів Сіону..

## Фонди
У ЦСА зберігаються мільйони документів, фотографій, негативів, мап, статей, плакатів, книжок, періодичних видань та інших матеріалів. Основана тематика документів — діяльність ВСО, Єврейського агентства, Єврейського національного фонду, Фонду Керен га-Єсод і сіоністських конгресів, а також інших сіоністських організацій та особисті архіви єврейських, сіоністських і ізраїльських діячів..
Окрім особистого архіву Теодора Герцля в ЦСА розміщено особисті архіви Макса Нордау, Хаїма Вейцмана, Наума Соколова та інших діячів сіонізму.
ЦСА також зберігає копії переліків репатріантів, що прибули до Ерец-Ісраель з 1919 до 1968 року.

## Керівники архіву
- Д-р Георг Херліц (1919—1955)
- Д-р Алекс Бейн (1955—1971)
- Д-р Міхаель Гейман (1971—1990)
- Йорам Майорек (1990—1998)
- Матітьягу Дроблес (1998—2012)
- Цві «Кіто» Хасон (с 2012)